# Сивухский говор собственно-каратинского диалекта
Сивухский говор собственно-каратинского диалекта — говор собственно-каратинского диалекта каратинского языка, распространённый в сёлах Сивух Ахвахского и Гумбетовского районов, Рачаболда Ахвахского района республики Дагестан и Курчалой Чеченской республики. Является частью собственно-каратинского диалекта.

## История
Единой версии появления говора нет. Вплоть до второй половины XI века село Сивух располагалось на территории нынешнего Ахвахского района, однако в результате конфликтов с жителями соседних сёл, сивухцы мигрировали в село Рачаболда, часть из них поселилась в пределах нынешнего Гумбетовского района, а часть ушла на территорию села Курчалой Чеченской республики.

## Лингвистическая характеристика
Функционирует как язык разговорно-бытового общения. За пределами сёл сивухцы используют русский и аварский языки. Наиболее близок к каратинскому языку.
В сивухском говоре встречаются несколько флексий (акибер — «колесо», акиберди — «колёса», акиберия/ка — «на колесе», акибер/ия кабалъе — «через колесо»).
Видовременные формы строятся описательно. От ударения меняется значение слова (вохьва — пришёл или заставить, прийти, вызвать).
Прилагательные зачастую имеют префиксальный классный показатель.
В отличие от каратинского, частица «-да» не участвует в образований названий десятков (кар. «лъабацlада», сивух. «лъабацlа», рус. «тридцать»). Образование порядков числительных происходит с помощью суффиксов «-яс» и «-вас» (например, цебеяс — «первый», боовас — «четвёртый»).
Говор характеризуется менее развитой системой гласных. В нём редко встречаются назализованные гласные, совсем отсутствуют некоторые долгие и долгие назализированные гласные. Присутствует чередование гласных.
Система согласных также отличается от собственно-каратинского диалекта. Слабый шипящий спирант [ш] зачастую переходит в [хь].
Серьёзное влияние на говор оказал аварский язык. Для сивухского характерно прибавление гласной в начале к некоторым заимствованиям (истакан — «стакан»). Иногда встречается замена звука «ф» звуком «п» (зепир — «зефир»). Имеется значительное количество арабизмов, персизмов и тюркизмов. В последние годы возросло количество русизмов.